# Persea chamissonis
Persea chamissonis är en lagerväxtart som beskrevs av Carl Christian Mez. Persea chamissonis ingår i släktet avokador, och familjen lagerväxter. Inga underarter finns listade i Catalogue of Life.